# Frans Moree
Frans Cornelis (Frans) Moree (Nieuw-Beijerland, 17 november 1937 – Barneveld, 26 april 2024) was een Nederlands burgemeester. Hij was lid van de Staatkundig Gereformeerde Partij (SGP).
Van mei 1988 tot 31 december 2001 was Moree burgemeester van Kesteren. Aansluitend werd hij benoemd tot waarnemend burgemeester van Zaltbommel, een functie die hij vervulde tot juli datzelfde jaar. Ongeveer een jaar later, in juli 2003 werd Moree benoemd als waarnemend burgemeester van de gemeente Maasdriel. Hier bleef hij tot december. Weer ongeveer een jaar later, in november 2004, werd hij waarnemend burgemeester van Culemborg, hetgeen hij tot juli 2006 bleef. Op 1 mei 2007 keerde Moree, inmiddels 69, terug naar Maasdriel om daar nogmaals het burgemeesterschap waar te nemen tot 30 november dat jaar.